# Pierre Thiam
Pierre Thiam é um chef, autor e ativista social senegalês. Thiam é mais conhecido por trazer a culinária da África Ocidental para o mundo.
Com sede na Califórnia, Thiam é o fundador do Pierre Thiam Group, dono dos restaurantes Teranga na cidade de Nova Iorque e da Yolélé Foods. A Yolélé, fundada em 2017, é uma empresa de alimentos centrada no fonio, um antigo supergrão africano. Além disso, desde 2015, Thiam atua como Chef Executivo do premiado restaurante Nok by Alara em Lagos, Nigéria, e Chef Signature do Pullman Hotel em Dacar, Senegal. Thiam é autor de vários livros de receitas e, em junho de 2024, foi introduzido no Cookbook Hall of Fame pelo Prêmio da Fundação James Beard.

## Biografia
Thiam nasceu e foi criado em Dacar, Senegal. Ele frequentou a Universidade Cheikh Anta Diop para uma graduação em química e física. Em 1988, a faculdade foi fechada devido a greves estudantis, e Thiam mudou-se para os Estados Unidos no ano seguinte para prosseguir seus estudos, mas quando desembarcou na cidade de Nova Iorque, começou a trabalhar em restaurantes. Ao introduzir alimentos de inspiração africana, ele trabalhou seu caminho até o chef de cozinha no restaurante Boom em Nova Iorque em 1997.

## Carreira empresarial
Em 2001, Thiam abriu seu primeiro restaurante, Yolélé, em Bed-Stuy Brooklyn, na cidade de Nova Iorque, um bistrô africano com um menu inspirado nos sabores tradicionais da África Ocidental com técnicas de produção modernas. Ele abriu outra localização no Brooklyn, “Le Grand Dakar'', em 2008. Após o fechamento de suas operações no Brooklyn, Thiam fundou o Pierre Thiam Group, uma empresa de alimentos e bebidas que promove a culinária da África Ocidental. Por meio de seu grupo, Thiam abriu restaurantes Teranga com duas localizações na cidade de Nova Iorque e foi consultor como chef executivo para o lançamento do Nok by Alara em Lagos, ele desenvolveu uma linha africana de produtos alimentícios com sua empresa de bens de consumo chamada Yolélé e colaborou com Garrett Oliver da Brooklyn Brewery em uma série de cervejas extremamente populares que incorporam ingredientes africanos.
Desde 2017, Thiam, por meio da Yolélé Foods, é conhecido por produzir e vender produtos fonio nos Estados Unidos. O fonio é um antigo supergrão da África Ocidental importado principalmente do Mali, Togo, Burquina Fasso, Gana e Senegal. Thiam acredita que apresentar o grão fonio ao mercado global é, simultaneamente, apoiar a agricultura sustentável e tradicional nas nações da África Ocidental. Ele posiciona seu projeto como parte de um movimento maior para elevar o poder econômico dos agricultores africanos, que por séculos foram suprimidos pela hegemonia ocidental no sistema alimentar global.

## Impacto social
Thiam é conhecido por seus esforços filantrópicos e seu compromisso em usar sua plataforma para causar um impacto positivo no mundo. Em 2022, Thiam e sua esposa Lisa fundaram a organização sem fins lucrativos L+P Foundation para “promover culturas alimentares diversas, saudáveis e conscientes em todas as comunidades”. Ele também defende a importância de apoiar agricultores e plantações subutilizadas cultivadas na África e promover a sustentabilidade alimentar. Por meio de sua empresa Yolélé, Thiam exporta fonio para supermercados nos Estados Unidos, o que ajudou a trazer oportunidades econômicas para a região da África Ocidental onde o grão é cultivado. O fonio é um dos grãos cultivados mais antigos e era considerado um alimento de camponeses na África Ocidental.

## Outras considerações
Ao longo de sua carreira como chef, Thiam ajudou a abrir caminho para autores e chefs como Yewande Komolafe e Serigne Mbaye de Dakar NOLA em Nova Orleans. Ele cozinhou para o rei de Marrocos, o presidente francês Emmanuel Macron e o ex-secretário-geral da ONU Ban Ki Moon. Ele é autor de quatro livros, incluindo o mais recente, “Simply West African”, publicado em 2023.

## Vida pessoal
Thiam mora na Califórnia com sua esposa Lisa Katayama e suas filhas Naia e Marie Aissé.

## Reconhecimentos
- 2024: Thiam foi introduzido no Hall da Fama do Livro de Receitas pelo Prêmio da Fundação James Beard.[23]